# 張莉梓
張莉梓（日語平假名：ちゃん りさ，1983年1月5日—）、中文名湯媛媛，遼寧撫順人，歸化日籍乒乓球教練，2002－2016年間先後十年任日本乒乓球女國手福原愛的私人教練，指導她四屆奧運，2012年助日本取得第一枚奧運乒乓獎牌－女團銅牌。前中國遼寧女乒省隊隊長。在出身國和歸化國都不曾代表國家出場，沒征戰國際賽事紀錄，直接出國轉型當教練，極為少見。

## 簡歷

### 中國球員生涯
湯媛媛右手横拍、兩面反膠弧圈结合快攻。童年師從張景清、朱香云，从撫順市體校、遼寧省體校打上省隊，曾獲全國少年賽前八名。中國遼寧省隊隊友王楠亦為撫順人，王楠升上国乒後，湯媛媛升任省隊隊長。湯媛媛受訪時形容她曾在國乒集训，打60人大循環聯賽，日子天昏地暗，深感在國內難以出頭，故1999年赴荷蘭俱樂部簽約打球，獲荷蘭全國冠軍。但她不滿足荷蘭生活。一周僅訓練七、八個小時，一年回中國休假三個月，其餘時間和藹的荷蘭房東老夫婦去看海，她觉得自己還年輕不能過這種慢生活。而且在荷蘭沒有可談心的朋友，寂寞又悠手好閒。

### 日本教練生涯
1998年8月，福原愛簽約三起商行企業隊Miki House（ミキハウス），同年隨隊與母親赴瀋陽與遼寧省隊練球（日語稱為合宿），由此結識湯媛媛，其時15歲的湯只是省隊隊員，福原愛9歲。福原愛母親福原千代是業餘乒乓愛好者，瀋陽之行相中湯媛媛，1999年邀請年僅16歲的湯赴日指導女兒，她沒答應。2002年秋湯媛媛從荷蘭回中國休假，福原愛父親福原武彥再邀請，福原千代提到可以幫湯媛媛辦日本的大學留學，遂答應，2002年10月起指導福原愛，同年12月赴日，成為了私立大學青森大學的留學生。斷斷續續指導至2016年奧運為止，前後十年。堪當球探的福原武彥不像妻子那樣懂乒乓球，相中湯媛媛是「在中國有名，熟悉小愛的（脾性和技術）底細。對媛媛第一印像是可愛又年輕。」
教福原愛之前，湯媛媛既没當過教練，也没在國際賽事出場過。國際乒聯比賽规则不断修改、中國技术不断创新，湯媛媛從零學起，鑽研该如何令福原愛掌握新技术、又如何在大赛调整運動員的心理。但由於湯媛媛只是私人教練（日語：専属コーチ），非國家隊教練，在奧運不能在教練席臨場指導，只能坐觀眾席。
2007年與張一博在日本結婚，丈夫是在2002年留學日本高中的上海人，1985年生，比湯媛媛（1983-）小兩歲，比福原愛（1988-）大三歲，当今日本国乒男隊教練。丈夫張一博與福原愛都畢業於青森山田高中，丈夫是福原愛的高中學長兼乒乓球社團學長。2008年張一博趕在國際乒聯修訂輸出海外軍團新规则前歸化日本籍註一，湯媛媛亦一同歸化，按日本習慣結婚隨夫姓，改名張莉梓。「莉梓」的日語讀音Risa（りさ）像日本人名，然而漢字卻走中國風。2008年奧運後張莉梓淡出，在上海和瀋陽補辦因為指導奧運而延遲的婚禮。2009年因懷孕休養，直至2011年亞錦賽兩年間福原愛沒聘教練。2011年復任。2014年1月因懷孕，回中國上海休養，福原愛改聘馬場美香，至2015年12月福原愛急電張莉梓，再復任教練。
2018年，夫妇二人在神户开设Y.Y乒乓球俱乐部（YY卓球クラブ）
2023年，日本乒乓球协会青年女子国际队教练张本莉梓参加了古井贡酒日本中部地区总代理缔结式。

## 與福原愛關係
湯媛媛在2002年10月接手執教時，並不知道她在日本已是大大有名的天才女孩，一開始並沒感受到壓力。同年12月陪福原愛參賽全日本乒乓錦標賽，「被那興師動眾的採訪陣勢嚇了一跳」。湯媛媛2002年12月起搬進她在日本青森縣的家同住。兩人在遼寧省隊一同訓練產生的情誼和默契，加上兩人只差5歲10個月，師徒關係猶如姐妹，福原愛稱她「媛姐」。兩人課餘會一起購物、一起吃飯，衣服都可以互穿。張莉梓產下的兩女，取名都有參考徒弟的意見。福原愛的第一任長期教練是天津女乒出身的劉楊（歸化日籍改名中本楊子），福原愛講漢語起初帶天津話腔，自2002年與湯媛媛朝夕相對，口音徹底扳成東北話。
湯媛媛評價福原愛「作為一名乒乓球選手，‘愛’確實是挺有天分的，我們每天都要練6個鐘頭球……可她是一個很聽話的孩子，有時儘管不大樂意，耍點小脾氣，可還是能堅持把我安排的訓練計劃完成了。我覺得‘愛’有一點十分難得，就是這孩子心術很正。對於一個從小出名的小孩來說，要保持一顆單純正直的心，實在是難能可貴的。」這是2004年4月福原愛以奧運乒乓女單破記錄的最低年紀贏得參賽資格後湯媛媛的受訪。

## 引用文獻
1. 1 2 3 4  . 產經新聞轄下Sanspo.com. 2004年6月29日  [2018-02-17]. （原始内容存档于2016年11月17日）.
2. 1 2  http://yy-ttc.com/lesson.html
3. ↑  . 人民網理財頻道. 2012-09-18. （原始内容存档于2018-02-18）. 原刊於中金在线.
4. 1 2 3 4 5  修安华. . 新浪體育. 2009-03-13. （原始内容存档于2018-02-18）. 原刊於体坛周报.
5. 1 2 3 4 5 6  . 搜狐体育. 2016-07-21. （原始内容存档于2016-07-26）.
6. 1 2 3 4 5  . 新浪體育. 2004-04-29. （原始内容存档于2004-09-12）. 原刊於乒乓世界.
7. 1 2  . 毎日新聞社. 2016年4月19日  [2018年2月17日]. （原始内容存档于2020年5月19日）. 原刊於東京朝刊.
8. ↑  . 网易体育. 2008-08-21. （原始内容存档于2008-09-17）.（註：2008年北京奧運湯媛媛坐觀眾）
9. ↑  . 東北網. 2008-08-22. （原始内容存档于2013-06-25）. 原刊於騰訊體育.（註：2012年倫敦奧運湯媛媛坐觀眾席）
10. 1 2 3  . 央视网 《第五频道》杂志. 2009-07-13. （原始内容存档于2018-02-17）.
11. ↑  . 搜狐体育. 2008-03-19. （原始内容存档于2008-03-28）.
12. ↑  . 搜狐体育. 2011-01-05. （原始内容存档于2018-02-18）. 原刊於楚天都市报.
13. ↑  .   [2024-08-03]. （原始内容存档于2024-08-03）.
14. ↑  .   [2024-08-03]. （原始内容存档于2024-08-03）.
15. ↑  修安华. . 新浪體育. 2009-03-13. （原始内容存档于2009-03-16）. 原刊於体坛周报.
16. ↑  . 《中国日报》中文網. 2013-10-12  [2018-02-18]. （原始内容存档于2018-02-18）.
17. ↑  . 搜狐體育. 2008-04-12. （原始内容存档于2019-05-20）. 原刊於華商報.

## 外部連結
圖集
- . 搜狐號「惊奇NBA」. 2017-02-12. （原始内容存档于2018-02-18）.